# NGC 5358
NGC 5358 is een spiraalvormig sterrenstelsel in het sterrenbeeld Jachthonden. Het hemelobject werd op 23 juni 1880 ontdekt door de Franse astronoom Édouard Jean-Marie Stephan.

## Synoniemen
- UGC 8826
- MCG 7-29-13
- ZWG 219.22
- HCG 68E
- PGC 49389